# Campionato mondiale di calcio 1962
Il Campionato mondiale di calcio FIFA 1962 o Coppa del Mondo Jules Rimet 1962 (in spagnolo: Copa del Mundo Jules Rimet 1962, in inglese: 1962 World Cup Jules Rimet), noto anche come Cile 1962, è stato la settima edizione della massima competizione per le rappresentative di calcio (squadre comunemente chiamate "nazionali") maschili maggiori delle federazioni sportive affiliate alla FIFA.
La manifestazione si svolse in Cile — nelle città di Arica, Rancagua, Santiago e Viña del Mar — dal 30 maggio al 17 giugno 1962. Essendo l'ultimo campionato del mondo a non disporre dell'adeguata copertura satellitare, i filmati delle partite erano trasmessi in replica differita.

## Scelta della sede
L'assegnazione del torneo allo stato cileno avvenne nel 1956, durante una conferenza della FIFA a Lisbona. Tale decisione fu contestata per le carenze infrastrutturali del Paese, su cui pesò oltremodo il sisma del 1960. Malgrado l'entità dei danni provocati dal terremoto, ciò non incise sotto il profilo organizzativo.

## Stadi
Gli impianti che ospitarono il campionato del mondo furono quattro, uno per città:
| Santiago del Cile Viña del Mar Rancagua AricaCampionato mondiale di calcio 1962 (Cile) | Santiago del Cile           | Viña del Mar                |
| -------------------------------------------------------------------------------------- | --------------------------- | --------------------------- |
| Santiago del Cile Viña del Mar Rancagua AricaCampionato mondiale di calcio 1962 (Cile) | Estadio Nacional de Chile   | Estadio Sausalito           |
| Santiago del Cile Viña del Mar Rancagua AricaCampionato mondiale di calcio 1962 (Cile) | 33°27′52″S 70°36′38″W       | 33°00′51.83″S 71°32′06.84″W |
| Santiago del Cile Viña del Mar Rancagua AricaCampionato mondiale di calcio 1962 (Cile) | Capienza: 66 660            | Capienza: 18 037            |
| Santiago del Cile Viña del Mar Rancagua AricaCampionato mondiale di calcio 1962 (Cile) |                             |                             |
| Santiago del Cile Viña del Mar Rancagua AricaCampionato mondiale di calcio 1962 (Cile) | Rancagua                    | Arica                       |
| Santiago del Cile Viña del Mar Rancagua AricaCampionato mondiale di calcio 1962 (Cile) | Estadio Braden Copper Co.   | Estadio Carlos Dittborn     |
| Santiago del Cile Viña del Mar Rancagua AricaCampionato mondiale di calcio 1962 (Cile) | 34°10′39.95″S 70°44′15.79″W | 18°29′15.47″S 70°17′56.96″W |
| Santiago del Cile Viña del Mar Rancagua AricaCampionato mondiale di calcio 1962 (Cile) | Capienza: 18 000            | Capienza: 17 786            |
| Santiago del Cile Viña del Mar Rancagua AricaCampionato mondiale di calcio 1962 (Cile) |                             |                             |

## Squadre partecipanti
La fase eliminatoria si svolse tra l'estate 1960 e l'autunno 1961, designando 14 delle 16 partecipanti, cui si aggiunsero il Cile e il Brasile ammessi d'ufficio. 
 In vista della rassegna iridiata alcuni campionati europei — tra cui l'italiana Serie A — si conclusero in anticipo, per lasciare spazio alla preparazione degli atleti.
| Pr. | Squadra          | Data di qualificazione certa | Confederazione | Continente          | Partecipante in quanto                                         | Partecipazioni precedenti al torneo    |
| --- | ---------------- | ---------------------------- | -------------- | ------------------- | -------------------------------------------------------------- | -------------------------------------- |
| 1   | Cile             | 10 giugno 1956               | CONMEBOL       | America meridionale | Rappresentativa della nazione organizzatrice della fase finale | 2 (1930, 1950)                         |
| 2   | Brasile          | 29 giugno 1958               | CONMEBOL       | America meridionale | Paese detentore del titolo                                     | 6 (1930, 1934, 1938, 1950, 1954, 1958) |
| 3   | Argentina        | 17 dicembre 1960             | CONMEBOL       | America meridionale | Vincitrice del Gruppo 1 (CONMEBOL)                             | 3 (1930, 1934, 1958)                   |
| 4   | Colombia         | 7 maggio 1961                | CONMEBOL       | America meridionale | Vincitrice del Gruppo 3 (CONMEBOL)                             | −                                      |
| 5   | Spagna           | 18 maggio 1961               | UEFA           | Europa              | Vincitrice del Gruppo 9 (UEFA)                                 | 2 (1934, 1950)                         |
| 6   | Messico          | 21 maggio 1961               | NAFC           | America del Nord    | Vincitrice dello spareggio CONMEBOL-NAFC e CCCF                | 4 (1930, 1950, 1954, 1958)             |
| 7   | Jugoslavia       | 25 giugno 1961               | UEFA           | Europa              | Vincitrice del Gruppo 10 (UEFA)                                | 4 (1930, 1950, 1954, 1958)             |
| 8   | Uruguay          | 30 luglio 1961               | CONMEBOL       | America meridionale | Vincitrice del Gruppo 2 (CONMEBOL)                             | 3 (1930, 1950, 1954)                   |
| 9   | Ungheria         | 22 ottobre 1961              | UEFA           | Europa              | Vincitrice del Gruppo 4 (UEFA)                                 | 4 (1934, 1938, 1954, 1958)             |
| 10  | Germania Ovest   | 22 ottobre 1961              | UEFA           | Europa              | Vincitrice del Gruppo 3 (UEFA)                                 | 4 (1934, 1938, 1954, 1958)             |
| 11  | Inghilterra      | 25 ottobre 1961              | UEFA           | Europa              | Vincitrice del Gruppo 6 (UEFA)                                 | 3 (1950, 1954, 1958)                   |
| 12  | Italia           | 4 novembre 1961              | UEFA           | Europa              | Vincitrice del Gruppo 7 (UEFA)                                 | 4 (1934, 1938, 1950, 1954)             |
| 13  | Unione Sovietica | 12 novembre 1961             | UEFA           | Europa              | Vincitrice del Gruppo 5 (UEFA)                                 | 1 (1958)                               |
| 14  | Cecoslovacchia   | 29 novembre 1961             | UEFA           | Europa              | Vincitrice del Gruppo 8 (UEFA)                                 | 4 (1934, 1938, 1954, 1958)             |
| 15  | Svizzera         | 12 dicembre 1961             | UEFA           | Europa              | Vincitrice del Gruppo 1 (UEFA)                                 | 4 (1934, 1938, 1950, 1954)             |
| 16  | Bulgaria         | 16 dicembre 1961             | UEFA           | Europa              | Vincitrice del Gruppo 2 (UEFA)                                 | −                                      |

Nota bene: nella sezione "partecipazioni precedenti al torneo", le date in grassetto indicano che la nazione ha vinto quella edizione del torneo, mentre le date in corsivo indicano la nazione ospitante.

## Il sorteggio
Il sorteggio avviene il 18 gennaio 1962 a Santiago del Cile.
Viene privilegiata ancora una volta una ripartizione di tipo geografico.
Ecco la composizione delle fasce destinate al sorteggio:
| America del Sud | Europa           | Gruppo misto |
| --------------- | ---------------- | ------------ |
| Argentina       | Germania Ovest   | Bulgaria     |
| Brasile         | Inghilterra      | Colombia     |
| Cile            | Italia           | Messico      |
| Uruguay         | Spagna           | Svizzera     |
|                 | Cecoslovacchia   |              |
|                 | Jugoslavia       |              |
|                 | Ungheria         |              |
|                 | Unione Sovietica |              |

## Riassunto del torneo

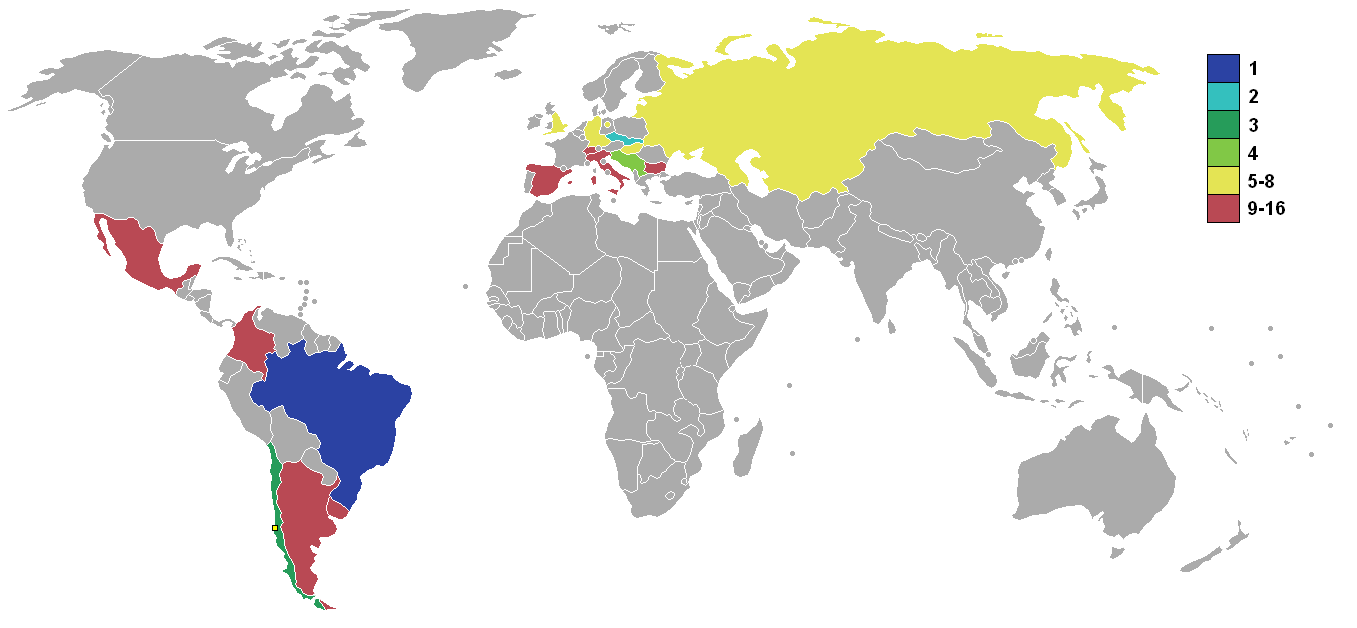
Piazzamenti delle nazionali

Fu confermata la formula del Mondiale svedese, con 4 gironi all'italiana composti da altrettante formazioni ciascuno. A dispetto dei pronostici la compagine ospitante si rivelò un'avversaria competitiva già dal debutto, in cui sconfisse per 3-1 la Svizzera. A conferire maggior fama al torneo fu però l'incontro con l'Italia, disputatosi nella capitale Santiago il 2 giugno 1962. L'ambiente fu surriscaldato da articoli che la stampa europea, in particolar modo italiana, aveva pubblicato prima del torneo denunciando la povertà e l'arretratezza del paese cileno sul piano economico e culturale. Oltre che dal punto di vista agonistico, la veemenza poi riversata in campo dai cileni era ascrivibile alla diffusa usanza dell'Italia di impiegare calciatori oriundi e naturalizzati.
L'acceso dissapore sfociò sul terreno di gioco, con i padroni di casa distintisi per un ricorso alla violenza pressoché duraturo: complice la discussa gestione di gara dell'arbitro inglese Aston — il quale allontanò gli azzurri Ferrini e David — la squadra italiana perse 2-0 un incontro passato alla storia col soprannome di battaglia. La situazione degli altri raggruppamenti fu invece lineare con le aspettative della vigilia: il primo turno venne superato dalle favorite Unione Sovietica, Ungheria, Brasile, Germania Ovest, Inghilterra, Cecoslovacchia e Jugoslavia. Non conobbe invece compimento il tentativo di rimonta degli azzurri, che pur battendo gli elvetici nell'ultimo incontro terminarono il loro girone alle spalle di cileni e tedeschi.
Nei quarti di finale il Cile regolò di misura i sovietici, allo stesso modo di quanto avvenne per i cechi con i magiari e per gli slavi con i teutonici: il Brasile travolse nettamente gli inglesi, completando il quadro delle semifinaliste. I verdeoro ebbero quindi ragione della Rojas con il punteggio di 4-2, mentre la Cecoslovacchia inflisse un 3-1 alla Jugoslavia.
La finale di consolazione registrò una vittoria dei cileni, che colsero con il terzo posto il miglior risultato della propria storia nei Mondiali. I brasiliani — pur privi di Pelé, infortunatosi gravemente nella prima fase della competizione — vinsero per 3-1 contro i boemi, confermandosi sul trono mondiale dopo il successo in Svezia del 1958.

## Risultati

### Fase a gironi

#### Gruppo 1

##### Classifica
| Pos. | Squadra          | Pt | G | V | N | P | GF | GS | DR |
| ---- | ---------------- | -- | - | - | - | - | -- | -- | -- |
| 1.   | Unione Sovietica | 5  | 3 | 2 | 1 | 0 | 8  | 5  | +3 |
| 2.   | Jugoslavia       | 4  | 3 | 2 | 0 | 1 | 8  | 3  | +5 |
| 3.   | Uruguay          | 2  | 3 | 1 | 0 | 2 | 4  | 6  | -2 |
| 4.   | Colombia         | 1  | 3 | 0 | 1 | 2 | 5  | 11 | -6 |

##### Incontri
| Arbitro: | Dorogi |

|                       |           |                    |
| Sacía 56’ Cubilla 75’ | Marcatori | 19’ (rig.) Zuluaga |

| Arbitro: | Dusch |

|                           |           |  |
| Ivanov 51’ Ponedelnik 83’ | Marcatori |  |

| Arbitro: | Galba |

|                                           |           |             |
| Skoblar 25’ (rig.) Galic 29’ Jerkovic 49’ | Marcatori | 19’ Cabrera |

| Arbitro: | Etzel Filho |

|                                             |           |                                          |
| Ivanov 8’, 11’ Chislenko 10’ Ponedelnik 56’ | Marcatori | 21’ Aceros 68’ Coll 72’ Rada 86’ Klinger |

| Arbitro: | Jonni |

|                        |           |           |
| Mamykin 38’ Ivanov 89’ | Marcatori | 54’ Sacía |

| Arbitro: | Robles |

|                                            |           |  |
| Galic 20’, 61’ Jerkovic 25’, 87’ Melic 82’ | Marcatori |  |

#### Gruppo 2

##### Classifica
| Pos. | Squadra        | Pt | G | V | N | P | GF | GS | DR |
| ---- | -------------- | -- | - | - | - | - | -- | -- | -- |
| 1.   | Germania Ovest | 5  | 3 | 2 | 1 | 0 | 4  | 1  | +3 |
| 2.   | Cile           | 4  | 3 | 2 | 0 | 1 | 5  | 3  | +2 |
| 3.   | Italia         | 3  | 3 | 1 | 1 | 1 | 3  | 2  | +1 |
| 4.   | Svizzera       | 0  | 3 | 0 | 0 | 3 | 2  | 8  | -6 |

##### Incontri
| Arbitro: | Aston |

|                              |           |             |
| Sánchez 44’, 55’ Ramírez 51’ | Marcatori | 6’ Wüthrich |

| Santiago del Cile 31 maggio 1962, ore 15:00 | Germania Ovest | 0 – 0 referto | Italia | Estadio Nacional (65 440 spett.)\| Arbitro: \| Davidson \| |
| Arbitro:                                    | Davidson       |               |        |                                                            |

| Arbitro: | Aston |

|                      |           |  |
| Ramírez 73’ Toro 87’ | Marcatori |  |

| Arbitro: | Horn |

|                       |           |               |
| Brülls 45’ Seeler 59’ | Marcatori | 73’ Schneiter |

| Arbitro: | Davidson |

|                                 |           |  |
| Szymaniak 21’ (rig.) Seeler 82’ | Marcatori |  |

| Arbitro: | Latyšev |

|                             |           |  |
| Mora 2’ Bulgarelli 65’, 67’ | Marcatori |  |

#### Gruppo 3

##### Classifica
| Pos. | Squadra        | Pt | G | V | N | P | GF | GS | DR |
| ---- | -------------- | -- | - | - | - | - | -- | -- | -- |
| 1.   | Brasile        | 5  | 3 | 2 | 1 | 0 | 4  | 1  | +3 |
| 2.   | Cecoslovacchia | 3  | 3 | 1 | 1 | 1 | 2  | 3  | -1 |
| 3.   | Messico        | 2  | 3 | 1 | 0 | 2 | 3  | 4  | -1 |
| 4.   | Spagna         | 2  | 3 | 1 | 0 | 2 | 2  | 3  | -1 |

##### Incontri
| Arbitro: | Dienst |

|                      |           |  |
| Zagallo 56’ Pelé 73’ | Marcatori |  |

| Arbitro: | Steiner |

|               |           |  |
| Štibrányi 80’ | Marcatori |  |

| Viña del Mar 2 giugno 1962, ore 15:00 | Brasile  | 0 – 0 referto | Cecoslovacchia | Estadio Sausalito (14 903 spett.)\| Arbitro: \| Schwinte \| |
| Arbitro:                              | Schwinte |               |                |                                                             |

| Arbitro: | Tesanić |

|           |           |  |
| Peiró 90’ | Marcatori |  |

| Arbitro: | Bustamante |

|                   |           |              |
| Amarildo 72’, 86’ | Marcatori | 35’ Adelardo |

| Arbitro: | Dienst |

|                                              |           |          |
| Díaz 12’ del Aguila 29’ Hernández 89’ (rig.) | Marcatori | 1’ Mašek |

#### Gruppo 4

##### Classifica
| Pos. | Squadra     | Pt | G | V | N | P | GF | GS | DR |
| ---- | ----------- | -- | - | - | - | - | -- | -- | -- |
| 1.   | Ungheria    | 5  | 3 | 2 | 1 | 0 | 8  | 2  | +6 |
| 2.   | Inghilterra | 3  | 3 | 1 | 1 | 1 | 4  | 3  | +1 |
| 3.   | Argentina   | 3  | 3 | 1 | 1 | 1 | 2  | 3  | -1 |
| 4.   | Bulgaria    | 1  | 3 | 0 | 1 | 2 | 1  | 7  | -6 |

##### Incontri
| Arbitro: | Gardeazábal |

|            |           |  |
| Facundo 4’ | Marcatori |  |

| Arbitro: | Horn |

|                      |           |                    |
| Tichy 17’ Albert 71’ | Marcatori | 60’ (rig.) Flowers |

| Arbitro: | Latyšev |

|                                             |           |                |
| Flowers 17’ (rig.) Charlton 42’ Greaves 67’ | Marcatori | 81’ Sanfilippo |

| Arbitro: | Gardeazábal |

|                                               |           |             |
| Albert 1’, 6’, 53’ Tichy 8’, 70’ Solymosi 12’ | Marcatori | 64’ Sokolov |

| Rancagua 6 giugno 1962, ore 15:00 | Ungheria | 0 – 0 referto | Argentina | Estadio El Teniente (7 945 spett.)\| Arbitro: \| Yamasaki \| |
| Arbitro:                          | Yamasaki |               |           |                                                              |

| Rancagua 7 giugno 1962, ore 15:00 | Inghilterra | 0 – 0 referto | Bulgaria | Estadio El Teniente (5 700 spett.)\| Arbitro: \| Blavier \| |
| Arbitro:                          | Blavier     |               |          |                                                             |

### Fase ad eliminazione diretta

#### Tabellone
|  | Quarti di finale | Quarti di finale | Quarti di finale |                |                | Semifinali     | Semifinali | Semifinali |      |                           | Finale                    | Finale                    | Finale |  |
|  |                  |                  |                  |                |                |                |            |            |      |                           |                           |                           |        |  |
|  | Cile             | Cile             | 2                |                |                |                |            |            |      |                           |                           |                           |        |  |
|  | Cile             | Cile             | 2                |                |                |                |            |            |      |                           |                           |                           |        |  |
|  | Unione Sovietica | Unione Sovietica | 1                |                |                |                |            |            |      |                           |                           |                           |        |  |
|  | Unione Sovietica | Unione Sovietica | 1                |                | Cile           | Cile           | 2          |            |      |                           |                           |                           |        |  |
|  |                  |                  |                  |                | Cile           | Cile           | 2          |            |      |                           |                           |                           |        |  |
|  |                  |                  | Brasile          | Brasile        | 4              |                |            |            |      |                           |                           |                           |        |  |
|  | Brasile          | Brasile          | Brasile          | Brasile        | 4              | 3              |            |            |      |                           |                           |                           |        |  |
|  | Brasile          | Brasile          |                  |                |                |                |            |            |      |                           |                           |                           |        |  |
|  | Inghilterra      | Inghilterra      | 1                |                |                |                |            |            |      |                           |                           |                           |        |  |
|  | Inghilterra      | Inghilterra      | 1                |                | Brasile        | Brasile        | 3          |            |      |                           |                           |                           |        |  |
|  |                  |                  |                  |                |                |                |            |            |      |                           |                           |                           |        |  |
|  |                  |                  | Cecoslovacchia   | Cecoslovacchia | 1              |                |            |            |      |                           |                           |                           |        |  |
|  | Cecoslovacchia   | Cecoslovacchia   | Cecoslovacchia   | Cecoslovacchia | 1              | 1              |            |            |      |                           |                           |                           |        |  |
|  | Cecoslovacchia   | Cecoslovacchia   |                  |                |                | 1              |            |            |      |                           |                           |                           |        |  |
|  | Ungheria         | Ungheria         | 0                |                |                |                |            |            |      |                           |                           |                           |        |  |
|  | Ungheria         | Ungheria         | 0                |                | Cecoslovacchia | Cecoslovacchia | 3          |            |      | Finale per il terzo posto | Finale per il terzo posto | Finale per il terzo posto |        |  |
|  |                  |                  |                  |                | Cecoslovacchia | Cecoslovacchia | 3          |            |      |                           |                           |                           |        |  |
|  |                  |                  | Jugoslavia       | Jugoslavia     | 1              |                |            |            |      |                           |                           |                           |        |  |
|  | Jugoslavia       | Jugoslavia       | Jugoslavia       | Jugoslavia     | 1              | 1              |            |            | Cile | Cile                      | 1                         |                           |        |  |
|  | Jugoslavia       | Jugoslavia       |                  |                |                |                |            |            | Cile | Cile                      | 1                         |                           |        |  |
|  | Germania Ovest   | Germania Ovest   | 0                |                |                | Jugoslavia     | Jugoslavia | 0          |      |                           |                           |                           |        |  |

#### Quarti di finale
| Arbitro: | Horn |

|                       |           |               |
| Sánchez 11’ Rojas 27’ | Marcatori | 26’ Chislenko |

| Arbitro: | Latyšev |

|             |           |  |
| Scherer 14’ | Marcatori |  |

| Arbitro: | Schwinte |

|                             |           |              |
| Garrincha 30’, 59’ Vavá 53’ | Marcatori | 38’ Hitchens |

| Arbitro: | Yamasaki |

|               |           |  |
| Radakovic 87’ | Marcatori |  |

#### Semifinali
| Arbitro: | Yamasaki |

|                                 |           |                             |
| Garrincha 9’, 31’ Vavá 48’, 78’ | Marcatori | 41’ Toro 62’ (rig.) Sánchez |

| Arbitro: | Dienst |

|                                     |           |              |
| Kadraba 49’ Scherer 80’, 87’ (rig.) | Marcatori | 69’ Jerkovic |

#### Finale per il terzo posto
| Arbitro: | Gardeazábal |

|           |           |  |
| Rojas 90’ | Marcatori |  |

#### Finale
| Arbitro: | Latyšev |

|                                |           |              |
| Amarildo 17’ Zito 69’ Vavá 78’ | Marcatori | 14’ Masopust |

## Statistiche

### Classifica marcatori
4 reti
- Garrincha
- Vavá

- Leonel Sánchez
- Dražan Jerković

- Flórián Albert
- Valentin Ivanov

3 reti
- Amarildo
- Adolf Scherer

- Milan Galić
- Lajos Tichy

2 reti
- Eladio Rojas
- Jorge Toro

- Uwe Seeler
- Ron Flowers

- Giacomo Bulgarelli
- Igor' Čislenko

- Viktor Ponedel'nik
- José Sacía

1 rete
- Héctor Facundo
- José Sanfilippo
- Pelé
- Mário Zagallo
- Zito
- Georgi Asparuhov
- Josef Kadraba
- Václav Mašek
- Josef Masopust

- Jozef Štibrányi
- Germán Aceros
- Marcos Coll
- Marino Klinger
- Antonio Rada
- Francisco Zuluaga
- Albert Brülls
- Horst Szymaniak
- Bobby Charlton

- Jimmy Greaves
- Gerry Hitchens
- Bruno Mora
- Vojislav Melić
- Petar Radaković
- Josip Skoblar
- Alfredo del Aguila
- Isidoro Díaz
- Héctor Hernández García

- Adelardo
- Joaquín Peiró
- Heinz Schneiter
- Rolf Wüthrich
- Ernő Solymosi
- Aleksei Mamykin
- Ángel Cabrera
- Luis Cubilla

## Premi[20]
| Miglior marcatore                                                                        | Miglior giovane |
| ---------------------------------------------------------------------------------------- | --------------- |
| Garrincha Vavá Leonel Sanchez Drazen Jerkovic Flórián Albert Valentin Ivanov (4 a testa) | Flórián Albert  |

### All-Star Team[22]
| Portiere       | Difensori                                                           | Centrocampisti                    | Attaccanti                    |
| -------------- | ------------------------------------------------------------------- | --------------------------------- | ----------------------------- |
| Viliam Schrojf | Djalma Santos Cesare Maldini Valery Voronin Karl-Heinz Schnellinger | Mário Zagallo Zito Josef Masopust | Vavá Garrincha Leonel Sánchez |